# Mareth (délégation)
Mareth ou Mareth-Dkhila est une délégation tunisienne dépendant du gouvernorat de Gabès.
En 2004, elle compte 61 340 habitants dont 29 551 hommes et 31 789 femmes répartis dans 12 259 ménages et 15 042 logements.